# Jevgēņijs Saproņenko
Jevgēņijs Saproņenko ou Evgeni Sapronenko(Riga, 11 de novembro de 1978) é um ginasta letão que compete em provas de ginástica artística. Ele é especialista na prova do salto onde conquistou a medalha de prata nos Jogos Olímpicos de 2004 em Atenas.

## Carreira
Em 2000 disputou o Campeonato Europeu em Brema, Alemanha, onde junto com a equipe da Letônia ficaram com a nona posição. Em Patras, em 2002, chegou a final por equipes, onde ficou com a décima-primeira posição, e chegou também a final do salto, onde ficou com a oitava posição.
Saproņenko conquistou sua primeira medalha em mundiais na edição de 1999 em Tianjin. Ele conquistou a medalha de prata na prova do salto com a nota 9.656, ficando apenas 0.012 pontos atrás do chinês Li Xiaopeng, que ficou com o ouro. Em 2001, na cidade de Gante, Bélgica, ele chegou a duas finais: no solo ficou com a quinta posição com a nota 8.962, e no salto conquistou pela segunda vez consecutiva a medalha de prata com a nota 9.643, mais uma vez perdendo por uma pequena diferença, desta vez para o romeno Marian Drăgulescu. No 2003 em Anaheim, Estados Unidos, acabou não indo muito bem e não se qualificou a nenhuma final. Em 2005, na cidade de Melbourne, Austrália, chegou a final do salto com a segunda melhor nota, porém não foi bem na final, e acabou apenas com a sétima posição com a nota 9.256. No mundial de 2006 em Aarhus, Dinamarca, ficou mais uma vez com a sétima posição na final do salto com a nota 15.412, já com a nova regra de pontuação. Em 2007, na cidade de Stuttgart, não foi a nenhuma final, sendo a 25ª posição no salto sua melhor posição.
Saproņenko disputou em 2004 a edição de Atenas dos jogos Olímpicos. No primeiro dia (14 de agosto) ele se qualificou como terceiro colocado na prova do salto com a nota 9,706. Como a equipe da Letônia não se qualificou a final por equipes, e ele não se classificou a final do individual geral, ele só voltou a competir no último dia de competição (23 de agosto), para a final do salto. Na final os dois ginastas que terminaram a frente dele, o chinês Li Xiaopeng e o russo Alexei Bondarenko acabaram comente erros e ficaram com as última posições, porém mesmo com os erros dos rivais, Saproņenko com a nota 9,706 ficou com a medalha de prata, sendo superado pelo espanhol Gervasio Deferr, que com a nota 9,737 ficou com a medalha de ouro.
Sua primeira medalha europeia viria em 2004, na cidade de Liubliana, na Eslovênia, onde ele conquistou a medalha de prata no salto, com a nota 9.662, ficando atrás do romeno Marian Drăgulescu. Em 2005, na etapa de Debrecen, Saproņenko conquistou sua primeira medalha de ouro europeia em sua principal prova, o salto. Com a nota 9,693, ele ficou com a medalha de ouro. Na etapa de Vólos, em 2006, não chegou a nenhuma final, sendo que sua melhor posição foi a décima no salto. Em 2008, em Lausana, voltou a disputar a final do salto, mas ficou com a oitava e última posição.
Em Copas do Mundo, de 2000 a 2006 disputou todas as competição da "Super final" da Copa do Mundo, que reúne os oito melhores de cada aparelho em dois anos. Em 2000 em Glasgow, Escócia, ficou com a medalha de bronze no salto. Em 2000, em Stuttgart, chegou a competição em dois aparelhos, no salto e no solo, porém não foi bem em nenhum dos dois e ficou em sétimo em ambos aparelhos. Mas voltou a conquistar uma medalha na competição de Birmingham em 2003, onde conquistou a medalha de prata no salto. Na competição em São Paulo, ficou com a quinta posição no salto.

## Principais resultados
| Ano  | Evento                                    | Cidade    | AA       | Equipe  | Barra fixa | Barras paralelas | Argolas  | Cavalo com alças | Solo     | Salto sobre o cavalo |
| ---- | ----------------------------------------- | --------- | -------- | ------- | ---------- | ---------------- | -------- | ---------------- | -------- | -------------------- |
| 1999 | Campeonato Mundial de Ginástica Artística | Tianjin   |          |         |            |                  |          |                  |          | Medalha de prata     |
| 2001 | Campeonato Mundial de Ginástica Artística | Gante     |          | 10º (Q) |            |                  |          |                  | 5º       | Medalha de prata     |
| 2003 | Campeonato Mundial de Ginástica Artística | Anaheim   | 38º (Q)  |         |            |                  |          |                  |          |                      |
| 2004 | Jogos Olímpicos                           | Atenas    | 92º      |         |            |                  |          |                  |          | Medalha de prata     |
| 2005 | Campeonato Mundial de Ginástica Artística | Melbourne | 132º (Q) |         |            |                  |          |                  |          | 7º                   |
| 2006 | Campeonato Mundial de Ginástica Artística | Aarhus    | 57º (Q)  | 24º (Q) | 123º (Q)   | 127º (Q)         | 149º (Q) | 124º (Q)         | 106º (Q) | 7º                   |
| 2007 | Campeonato Mundial de Ginástica Artística | Aarhus    | 72º (Q)  | 24º (Q) | 2º (Q)     | 165º (Q)         | 177º (Q) | 138º (Q)         | 76º (Q)  | 25º                  |